# Setzzeitversuch
Der Setzzeitversuch, auch Vebé-Prüfung genannt, ist ein Prüfverfahren zur Beurteilung der Konsistenz von Frischbeton. Der Versuchsablauf ist in Europa durch die Norm EN 12350 Teil 3 geregelt. In Deutschland ist die Anwendung des Versuchs eher unüblich.
Zur Beurteilung der Konsistenz wird bei diesem Versuch ermittelt, wie lange es dauert, bis Frischbeton durch rütteln von einer kegelstumpfähnlichen Form in eine zylindrische Form fließt.

## Versuchsaufbau und -durchführung
Zur Ermittlung der Setzzeit (auch Vebé-Zeit genannt) wird innerhalb eines auf einem Rütteltisch stehenden zylindrischen Behälters mit einem Durchmesser von 24 cm und einer Höhe von 20 cm Frischbeton in eine Kegelstumpfform gegeben. Die Form ist 30 cm hoch, die untere Öffnung weist einen Durchmesser von 20 cm auf, die Obere einen Durchmesser von 10 cm. Sie gleicht damit der Kegelstumpfform des Setzversuchs. Der Frischbeton wird in diese Form in drei Lagen eingebracht, die jeweils mit 25 Stößen verdichtet werden. Nach dem Abnehmen der Kegelstumpfform wird eine durchsichtige Scheibe auf den Betonkegel gelegt und der Rütteltisch eingeschaltet. Der Beton setzt sich durch die Verdichtungsenergie und fließt langsam in die zylindrische Form. Die Setzzeit ist die Zeit vom Einschalten des Rütteltischs bis zu dem Zeitpunkt, bei dem die Scheibe vollständig durch den Beton benetzt ist.